# Harmothoe cylindrica
Harmothoe cylindrica är en ringmaskart som beskrevs av Imajima 1997. Harmothoe cylindrica ingår i släktet Harmothoe och familjen Polynoidae. Inga underarter finns listade i Catalogue of Life.